# وینستون گارلند
وینستون گارلند (انگلیسی: Winston Garland؛ زادهٔ ۱۹ دسامبر ۱۹۶۴) بازیکن بسکتبال اهل ایالات متحده آمریکا است.
از باشگاه‌هایی که در آن بازی کرده‌است می‌توان به یونیورسو ترویزو، گلدن استیت واریرز، لس آنجلس کلیپرز، هیوستون راکتس، دنور ناگتس، و مینه‌سوتا تیمبرولوز اشاره کرد.